# Eupithecia zebrata
Eupithecia zebrata är en fjärilsart som beskrevs av Wolff 1929. Eupithecia zebrata ingår i släktet Eupithecia och familjen mätare. Inga underarter finns listade i Catalogue of Life.